# Arques (Aveyron)
Arques (okzitanisch: Arcas) ist eine französische Gemeinde mit 165 Einwohnern (Stand: 1. Januar 2022) im Département Aveyron in der Region Okzitanien (vor 2016: Midi-Pyrénées). Sie gehört zum Arrondissement Millau und zum Kanton Raspes et Lévezou. Die Einwohner werden Arcasois genannt.

## Geographie
Arques liegt etwa 18 Kilometer ostsüdöstlich von Rodez. Der Viaur begrenzt die Gemeinde im Süden. Umgeben wird Arques von den Nachbargemeinden Bertholène im Nordwesten und Norden, Laissac im Norden, Ségur im Osten und Süden sowie Le Vibal im Westen.

## Bevölkerungsentwicklung
| Jahr                       | 1962 | 1968 | 1975 | 1982 | 1990 | 1999 | 2006 | 2019 |
| Einwohner                  | 187  | 166  | 147  | 121  | 136  | 123  | 133  | 153  |
| Quellen: Cassini und INSEE |      |      |      |      |      |      |      |      |

## Sehenswürdigkeiten
- Kirche Sainte-Anne aus dem 16. Jahrhundert

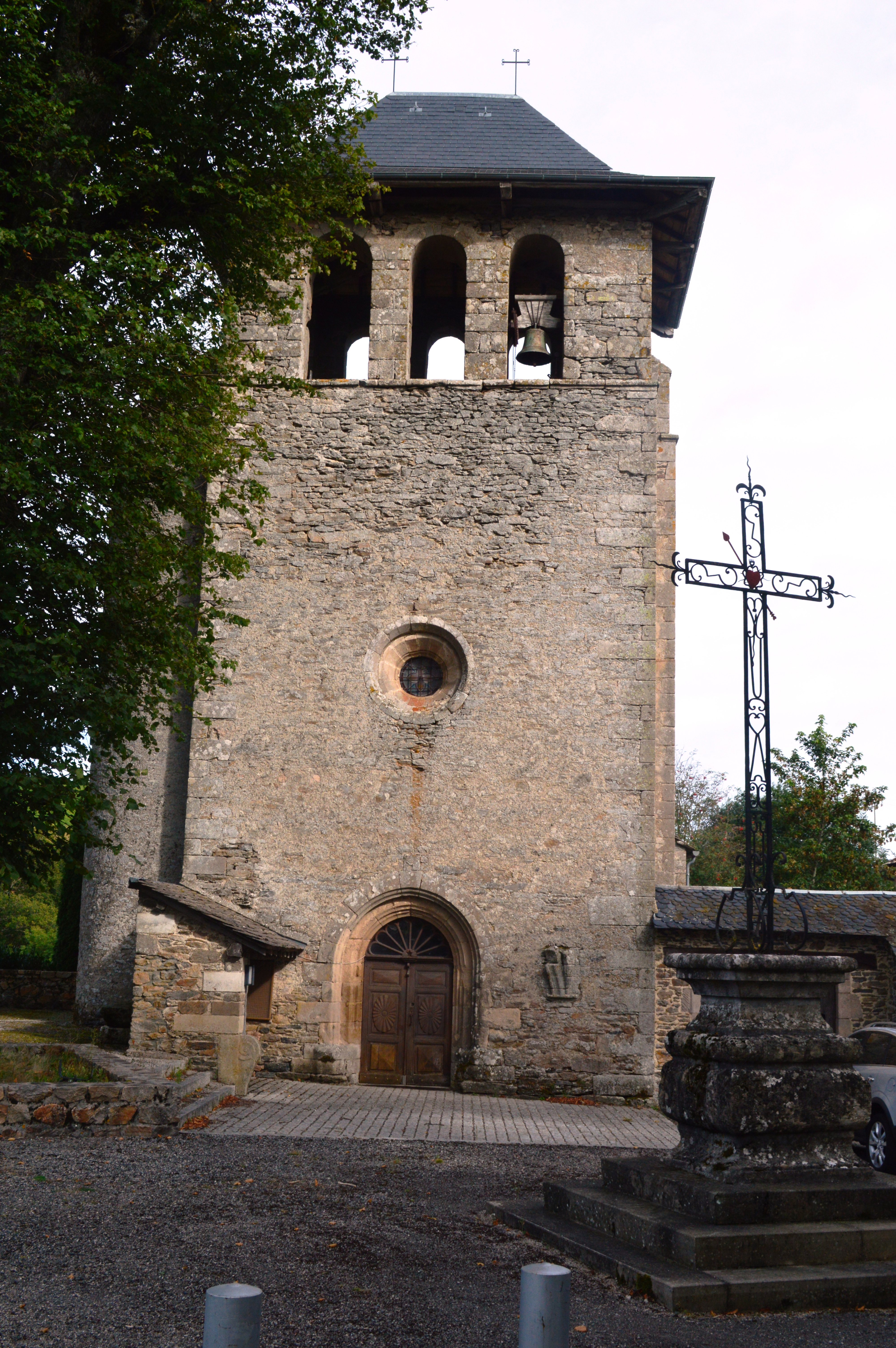
Kirche Sainte-Anne